# 島前
島前（日语：／ Dōzen）是指日本島根縣隱岐群島中，由西側的3個有人島西之島、中之島、知夫里島及其附近的無人島組成的子群島。隱岐群島東側的主島被稱為島後，與之相對的是西側的有人3島多被稱為島前三島（日语：島前三島），兩者相距約12（6.5海里）。島前三島在約500萬年前是「島前火山」（現燒火山的山頂）噴發之後隆起形成的破火山口之外輪山的殘留。島前和日本本土相距約45（24海里），主要的交通方式是渡船，島上也有公路交通。隠岐支廳在島前的西之島町設有分廳舍。

## 外部連結
- 西ノ島町ホームページ （页面存档备份，存于）
- 隠岐郡海士町オフィシャルサイト （页面存档备份，存于）
- 知夫村役場